# Marv Roberts
Marvin James Roberts, detto Marv (Brooklyn, 29 gennaio 1950), è un ex cestista statunitense, professionista nella ABA, nella NBA e in Italia.

## Carriera
Venne selezionato dai Detroit Pistons al terzo giro del Draft NBA 1971 (45ª scelta assoluta).

## Palmarès
- Campionato ABA: 1

Kentucky Colonels: 1975